# منظمة المرأة العربية

شعار منظمة المرأة العربية

منظمة المرأة العربية هي منظمة حكومية تعمل تحت مظلة جامعة الدول العربية.

## المؤتمرات
عقدت المنظمة في تاريخها أربعة مؤتمرات وهي:
- المؤتمر الأول: 13-15 نوفمبر 2006 في المنامة (البحرين) تحت شعار «ست سنوات بعد القمة الأولى للمرأة العربية: الانجازات والتحديات».
- المؤتمر الثاني: 11-13 نوفمبر 2008 في أبو ظبي (الإمارات) تحت شعار «المرأة في مفهوم وقضايا امن الإنسان: المنظور العربي والدولي».
- المؤتمر الثالث: 28-30 أكتوبر 2010 في تونس العاصمة (تونس) تحت شعار «المرأة العربية شريك أساسي في مسار التنمية المستدامة».
- المؤتمر الرابع: 25-27 فبراير 2013 في الجزائر العاصمة (الجزائر) تحت شعار «المقاولة وريادة الأعمال النسائية في العالم العربي: قيادة وتنمية».

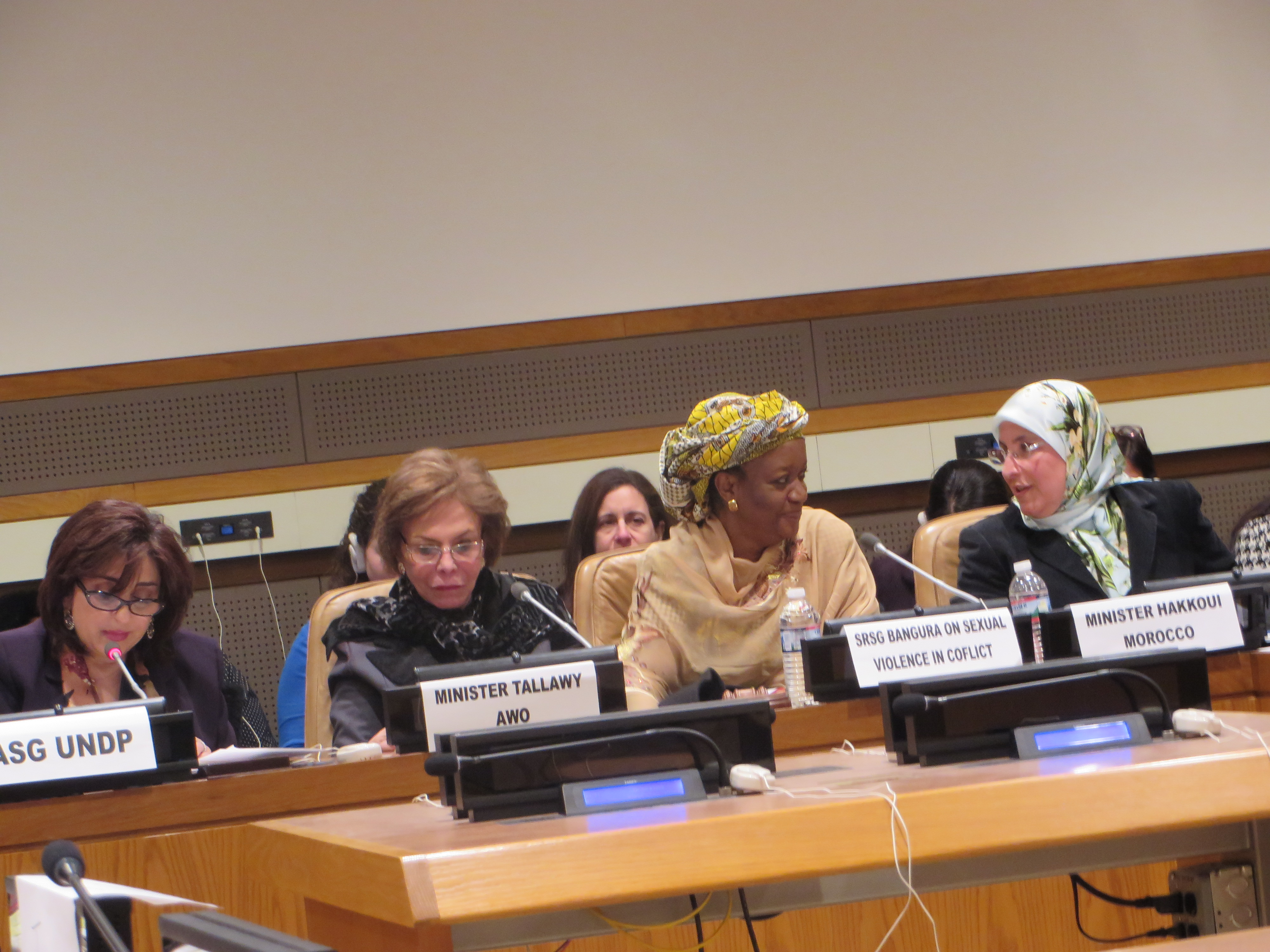
اجتماع لمنظمة المرأة العربية بحضور السيدة ميرفت التلاوي الأمين العام للحزب الاشتراكي الديمقراطي المصري، وسيما سامي بحوث مساعد الأمين العام للأمم المتحدة، وزينت هاوا بانجورا الممثل الخاص للأمين العام المعني بالعنف الجنسي في حالات النزاع، وبسيمة الحقاوي وزيرة التضامن والمرأة والأسرة والتنمية الاجتماعية

## الدول الأعضاء
ملاحظة: تم الترتيب حسب تاريخ التوقيع.
| الدولة                   | التوقيع        | التصديق        |
| ------------------------ | -------------- | -------------- |
| الإمارات العربية المتحدة | 24 أبريل 2002  | 19 يناير 2003  |
| مصر                      | 28 أبريل 2002  | 23 يونيو 2002  |
| تونس                     | 2 مايو 2002    | 15 مارس 2003   |
| الأردن                   | 5 مايو 2002    | 29 يوليو 2002  |
| فلسطين                   | 30 مايو 2002   | 18 مارس 2003   |
| لبنان                    | 24 يونيو 2002  | 9 فبراير 2003  |
| السودان                  | 25 يونيو 2002  | 30 يناير 2003  |
| البحرين                  | 30 يونيو 2002  | 9 سبتمبر 2002  |
| سوريا                    | 15 يوليو 2002  | 21 أكتوبر 2002 |
| عُمان                     | 16 يوليو 2002  | 14 يناير 2003  |
| العراق                   | 31 أكتوبر 2002 | 16 يونيو 2009  |
| اليمن                    | 4 نوفمبر 2002  | 6 نوفمبر 2003  |
| ليبيا                    | 23 يناير 2003  | 5 مايو 2004    |
| الجزائر                  | 5 فبراير 2003  | 27 أبريل 2003  |
| موريتانيا                |                | 3 مارس 2005    |
| المغرب                   |                | 12 يوليو 2006  |

## رئاسة المنظمة
| الدولة                     | الرئيسة                    | بداية العهدة | نهاية العهدة |
| -------------------------- | -------------------------- | ------------ | ------------ |
| العراق                     | روناك عبد الواحد مصطفى     | 2015         | 2017         |
| السودان                    | وداد بابكر عمر             | 2013         | 2015         |
| المنصب شاغر بين 2011 و2013 |                            |              |              |
| تونس                       | ليلى بن علي                | 2009         | 2011         |
| الإمارات العربية المتحدة   | فاطمة بنت مبارك الكتبي     | 2007         | 2009         |
| البحرين                    | سبيكة بنت إبراهيم آل خليفة | 2005         | 2007         |
| الأردن                     | رانيا العبد الله           | 2003         | 2005         |

## مقالات ذات صلة
- جامعة الدول العربية.

## الموقع الرسمي
- الموقع الرسمي.